# Ning (Qingyang)
Der Kreis Ning (chinesisch 宁县, Pinyin Níng Xiàn) ist ein Kreis der bezirksfreien Stadt Qingyang der chinesischen Provinz Gansu.
Die Fläche beträgt 2.654 Quadratkilometer und die Einwohnerzahl 412.400 (Stand: Ende 2018).
Die Pagode des Ningshou-Tempels (Ningshou sita 凝寿寺塔) (Zeit der Fünf Dynastien bis Song-Dynastie) und die Ziegelpagode von Xiangle (Xiangle zhuanta 湘乐砖塔) (Song-Dynastie) stehen seit 2001 bzw. 2006 auf der Liste der Denkmäler der Volksrepublik China.